# Никола Алтоманович
Никола Алтоманович (на сръбски: Никола Алтомановић) е сръбски жупан, управлявал в Полимието, Подринието и източна Херцеговина през втората половина на XIV век.
Син е на великия жупан Алтоман Войнович и след смъртта на чичо си Воислав Войнович през 1363 година получава част от земите му. Никола се съюзява с Лазар Хребелянович и първия си братовчед Вук Бранкович срещу крал Вълкашин Мърнявчевич, но е разбит в битката при Косово. През 1373 година претърпява ново тежко поражение и земите му са поделени между Лазар Хребелянович, зетския владетел Джурадж I Балшич и босненския бан Твръдко Котроманич.